# 櫻井絵美
櫻井 絵美（さくらい えみ、1982年3月23日 - ）は、 日本の元フィールドホッケー選手。

## 経歴・人物
岐阜県出身。岐阜県立岐阜女子商業高等学校を卒業後、ソニーイーエムシーエス一宮テックに所属する。2004年アテネオリンピックに出場した。